# Лукашук, Николай Васильевич
Николай Васильевич Лукашук (укр. Микола Васильович Лукашук; род. 24 ноября 1980 года, г. Кривой Рог, Днепропетровская область, Украинская ССР) — украинский государственный деятель, председатель Днепропетровского областного совета с 16 декабря 2020 года.

## Биография
Родился 24 ноября 1980 года в Кривом Роге.
В 2002 году окончил Киевский национальный экономический университет по специальности «Менеджмент организаций», после окончания университета работал на предприятиях малого бизнеса
с 2005 года работал в сфере банкротства и восстановления платежеспособности должника.
С ноября 2005 по декабрь 2020 года – арбитражный управляющий. Право на осуществление деятельности арбитражного управляющего остановлено в связи с избранием председателем Днепропетровского областного совета VIII созыва.
В июле 2014 года получил пятый (высший) уровень квалификации арбитражного управляющего.
В 2017 году получил высшее юридическое образование по специальности «Право» в Одесской юридической академии.
С 2019 года входит в состав рабочей группы при Министерстве юстиции по вопросам совершенствования законодательства в сфере банкротства, являлся управляющим партнёром юридической фирмы ООО «Правовая константа» (г. Кривой Рог).
С ноября 2019 по декабрь 2020 года – председатель Некоммерческой профессиональной организации "Национальная ассоциация арбитражных управляющих Украины"
С ноября 2019 по декабрь 2020 года – адвокат. Право на занятие адвокатской деятельностью остановлено в связи с избранием председателем Днепропетровского областного совета VIII созыва
В 2020 году вошел в Топ 100 Юристов Украины. Выбор клиента. в номинации "Банкротство"
На местных выборах в октябре 2020 года избран депутатом Днепропетровского областного совета от партии «Слуга народа».
16 декабря 2020 года на второй сессии Днепропетровского областного совета VIII созыва избран его председателем, за его кандидатуру проголосовали 95 депутатов.
С мая 2021 года по настоящее время – председатель Комиссии по вопросам энергетики и жилищно-коммунальных услуг Всеукраинской ассоциации органов местного самоуправления "Украинская ассоциация районных и областных советов"
С февраля 2021 года по настоящее время – представитель Украины в Палате регионов Конгресса местных и региональных властей Совета Европы (Указ Президента Украины от 10.02.2021 № 54/2021)
С ноября 2022 года по настоящее время – председатель Местной ассоциации органов местного самоуправления "Днепропетровская областная ассоциация органов местного самоуправления" 
В 2024 году получил научную степень доктора философии (публичное управление и администрироване).
Первый вице-президент Всеукраинской ассоциации органов местного самоуправления «Украинская ассоциация районных и областных советов».
В марте 2024 года окончил курс Киевской школы государственного управления имени Сергея Нижнего «Школа министров IX».
Окончил курс Киевской школы государственного управления имени Сергея Нижнего «Этическое лидерство. Курс Джеймса Коми».
В июне 2025 года был избран в состав вице-президентов Ассамблеи европейских регионов, вошёл в состав бюро.